# Pterotricha argentosa
Pterotricha argentosa är en spindelart som beskrevs av Dmitry Evstratievich Kharitonov 1946. Pterotricha argentosa ingår i släktet Pterotricha och familjen plattbuksspindlar.
Artens utbredningsområde är Uzbekistan. Inga underarter finns listade i Catalogue of Life.